# Prix Ars Electronica
Prix Ars Electronica er en kulturpris, der siden 1987 uddeles af ORF Oberösterreich og delstaten Oberösterreich i Østrig hvert år indenfor kategorierne elektronik og interaktiv kunst, computeranimation, digital kultur og musik. Prisuddelingen finder hvert år sted i delstatens hovedstad Linz, der med organisationen Ars Electronica er en af verdens centre for kunst og teknologi. Formålet med Prix Ars Electronica er at demonstrere, at computere i dag er et vigtigt redskab for kunstnere og kreative.
Vinderen af Prix Ars Electronica modtager Den Gyldne Nica, der er opkaldt efter den græske sejrsgudinde Nike. Prisen, der er betydende indenfor elektronisk kunst og kultur, ledsages af en pengepræmie på 10.000 Euro.
Prix Ars Electronia har sammen med museet Ars Electronica Center bidraget til at flytte byen Linz' image fra en industri- og stålby, til et moderne informations- og kulturcentrum.

## Prisvindere

### Interactive Art
Denne pris er blevet uddelt siden 1990 og omfatter mange forskellige arbejder af installationer og perfomances, ofte med publikumsdeltagelse, virtual reality, multimedia og telekommunikation.
- 1990 – Videoplace, installation af Myron Krueger
- 1991 – Think About the People Now, et projekt af Paul Sermon
- 1992 – Home of the Brain, installation af Monika Fleischmann und Wolfgang Strauss
- 1993 – Simulationsraum-Mosaik mobiler Datenklänge (smdk), installation af Knowbotic Research
- 1994 – A-Volve, et miljø af Christa Sommerer und Laurent Mignonneau
- 1995 – Konceptet Hypertekst, tildelt til Tim Berners-Lee
- 1996 – Global Interior Project, installation af Masaki Fujihata
- 1997 – Music Plays Images X Images Play Music, koncert af Ryuichi Sakamoto og Toshio Iwai
- 1998 – World Skin, installation af Jean-Baptiste Barrière und Maurice Benayoun
- 1999 – Difference Engine #3 af construct og Lynn Hershman
- 2000 – Vectorial Elevation, Relational Architecture #4, installation af Rafael Lozano-Hemmer
- 2001 – polar, installation af Carsten Nicolai og Marko Peljhan
- 2002 – n-cha(n)t, installation af David Rokeby
- 2003 – Can You See Me Now, spil af Blast Theory og Mixed Reality Lab
- 2004 – Listening Post?, installation af Ben Rubin og Mark Hansen
- 2004 – Ah_Q – A Mirror of Death, Specialpris til Feng Mengbo
- 2005 – */MILKproject, projekt af RIXC-Riga Center for New Media Culture (Letland)
- 2005 – Specialpris für Theo Jansen – Strandbeest" (Holland)
- 2006 – The Messenger af Paul DeMarinis
- 2007 – Park View Hotel af Ashok Sukumaran
- 2008 – Image Fulgurator af Julius von Bismarck
- 2009 - Nemo Observatorium Arkiveret 27. august 2014 hos  Wayback Machine af Laurence Malstaf (Belgium)
- 2010 - The Eyewriter af Zachary Lieberman, Evan Roth, James Powderly, Theo Watson, Chris Sugrue, Tempt1
- 2011 - Newstweek Arkiveret 3. september 2014 hos  Wayback Machine af Julian Oliver (NZ) & Danja Vasiliev (RU)
- 2012 - "Memopol-2" Arkiveret 15. august 2012 hos  Wayback Machine af Timo Toots (EE)
- 2013 - Pendulum Choir af Michel Décosterd (CH), André Décosterd (CH)

### Digital Musik
Denne kateogi omfatter al elektronisk musik og klangkunst, der udøves gennem digitale værktøjer. Fra 1987 til 1998 blev kategorien kaldt Computer Music. I 1987 blev der uddelt to æres-nica. I 1990 blev der ikke givet en Nica i denne kategori og i 1991 udgik kategorien helt.
- 1987 – Peter Gabriel (GB) og Jean-Claude Risset (F)
- 1988 – Clarinet Threads af Denis Smalley
- 1989 – Kaija Saariaho
- 1992 – Alejandro Viñao
- 1993 – Bernard Parmegiani
- 1994 – Ludger Brümmer
- 1995 – Trevor Wishart
- 1996 – Robert Normandeau
- 1997 – Matt Heckert
- 1998 – Peter Bosch og Simone Simons (fælles udmærkelse)
- 1999 – Aphex Twin (Richard D. James) og Chris Cunningham (fælles udmærkelse)
- 2000 – Carsten Nicolai for Raster-Noton
- 2001 – Ryoji Ikeda
- 2002 – Yasunao Tone
- 2003 – Ami Yoshida, Sachiko M og Utah Kawasaki (fælles udmærkelse)
- 2004 – Banlieue du Vide af Thomas Köner (D)
- 2005 – TEO! a sonic sculpture af Maryanne Amacher (USA)
- 2006 – L’île re-sonante af Eliane Radigue (F)
- 2007 – Reverse Simulation Music af Masahiro Miwa (JP)/IAMAS
- 2008 – Reactable af Sergi Jordà (ES), Martin Kaltenbrunner (AT), Günter Geiger (ES) af Marcos Alonso (ES)

### Internetkategorier
I kategorierne 'World Wide Web (1995-1996) og .net (1997-2000) tildeltes priser til interessante webbaserede projekter. Kriterierne er her webspecifik samarbejdsorienteret identitet og interaktivitet. I 2001 blev kategorien udvidet under navnet Net Vision/Net Excellence som anerkendelse for innovation indenfor onlinemedier.
- World Wide Web
  - 1995 – Idea Futures af Robin Hanson
  - 1996 – The Hijack project af etoyetoy

- .net
  - 1997 – Sensorium af Taos Project
  - 1998 – IO_Dencies Questioning Urbanity af Knowbotic Research
  - 1999 – Linux af Linus Torvalds
  - 2000 – In the Beginning… was the Command Line (excerpts) af Neal Stephenson

- NetVision/Net Excellence
  - 2001 – Banja af Team cHmAn og PrayStation af Joshua Davis
  - 2002 – Carnivore af Radical Software Group og They Rule af Josh On og Futurefarmers
  - 2003 – Habbo Hotel af Sulake og Noderunner af Yury Gitman og Carlos J. Gomez de Llarena
  - 2004 – Creative Commons (USA)
  - 2005 – Processing af Benjamin Fry og Casey Reas (USA/Kanada)
  - 2006 – The Road Movie af exonemo (JP)

### Computergrafik
Denne kategori blev uddelt fra 1987 til 1994 og var åben for computergrafik fra forskellige områder – kunst, kultur, videnskab og forskning. Indenfor kategorien kunne præmieres computergenereret grafik, som blev fremstillet gennem individuel programmering af computer eller gennem kreativ brug af computerprogrammer.
- 1987 – Figur 10 af Brian Reffin Smith (GB)
- 1988 – The Battle af David Sherwin (USA)
- 1989 – Gramophone af Tamás Waliczky (H)
- 1990 – P-411-A af Manfred Mohr (D)
- 1991 – Having encountered Eve for the second time, Adam begins to speak af Bill Woodard (USA)
- 1992 – RD Texture Buttons af Michael Kass (USA) af Andrew Witkin (USA)
- 1993 – Founders Series af Michael Tolson (USA)
- 1994 – Jellylife/Jellycycle/Jelly Locomotion af Michael Joaquin Grey (USA)

### Digital Communities
Denne kategori blev indført i 2004.
- 2004 – Ved et separat galla i New York to måneder før hovedfesten i Linz, blev der inden for denne kategori uddelt to Gyldne Nica til hhv. Wikipedia (USA) og The world starts with me! (Holland/Uganda).
- 2005 – Akshaya (Indien)
- 2006 – canal*ACCESSIBLE (ES)
- 2007 – Overmundo (BR)

### Computer Animation / Visual Effects
Denne kategori erstattede kategorien Computer Animation i 1998. Kategorien er åben for computeranimation inden for forskellige områder – kunst, kultur, videnskab og underholdning. Der kan præmieres computergenererede film, der er skabt gennem individuel programmering af computere eller gennem krativ brug af computerprogrammer. Det er tilladt at kombinere digital film med traditionelt produceret film.
- 1987 – Luxo Jr. af John Lasseter (USA)
- 1988 – Red’s Dream af John Lasseter (USA)
- 1989 – Broken Heart af Joan Staveley (USA)
- 1990 – Footprint af Mario Sasso (I) og Nicola Sani (I)
- 2008 – Madame Tutli-Putli af Chris Lavis, Maciek Szczerbowski og Jason Walker (CA)

### Hybrid Art
Priser indenfor denne kategori blev første gang uddelt i 2007. Der kan præmieres arbejde, der særligt lægger vægt på at forbinde forskellige medier og genrer.
- 2007 – SymbioticA af Art and Science Collaborative Research Laboratory, University of Western Australia
- 2008 – Pollstream – Nuage Vert af Helen Evans (FR/UK), Heiko Hansen (FR/DE) / HEHE

### u19 – freestyling computing
Denne kategori, der blev indført i 1998, præmierer arbejde af børn og unge, der er bosiddende i Østrig.
- 1998 – TITANIC – the film af Michael Mossburger, Florian Nehonsky og Valerian Wurzer
- 1999 – (conspirat.) af Raimund Schumacher og Jürgen Oman
- 2000 – Harvey af Verena Riedl og Michaela Hermann
- 2001 – JIND af Markus Triska
- 2002 – TI-92 af Karola Hummer
- 2003 – Rubberduck af Georg Sochurek
- 2004 – GPS:Tron af Thomas Winkler
- 2005 – Rennacs Studies af Markus Sucher
- 2006 – Abenteuer Arbeitsweg af Ehrentraud Hager, Alexander Niederklapfer, David Wurm, Magdalena Wurm
- 2007 – VoIP-Wiki af Daniel Robinig, Manuel Salzmann og Matthäus Spindelböck
- 2008 – Homesick af Nana Susanne Thurner